# Mitragliere
«Мітральєре» (італ. Mitragliere) — ескадрений міноносець типу «Сольдаті» (2-га серія) Королівських ВМС Італії за часів Другої світової війни.

## Історія створення
Ескадрений міноносець «Мітральєре» був закладений 7 жовтня 1940 року на верфі «Cantiere navale di Ancona» в Анконі. Спущений на воду 25 вересня 1941 року, вступив у стрій 1 лютого 1942 року.

## Історія служби

### У складі ВМС Італії
Після вступу у стрій та початкової бойової підготовки ескадрений міноносець «Мітральєре» брав участь у охороні морських комунікацій та постановці мін.
У червні 1942 року бра участь в битві у середині червня.
З 2 липня базувався на Наварині, разом з однотипними есмінцями «Берсальєре», «Кораццьєре», «Альпіно» та легкими крейсерами «Джузеппе Гарібальді», «Дука д'Аоста» та «Дука дельї Абруцці».
16 серпня теплохід «Ледеї», який супроводжували «Мітральєре» та «Берсальєре», був торпедований британським підводним човном «Попос». Через сильну пожежу було неможливо буксирувати теплохід, тому «Мітральєре» зняв з нього команду та добив артилерією.
26 листопада ескортував у Бізерту транспорти «Чітта ді Наполі» та «Чітта ді Тунісі»'.
10 грудня перевозив підкріплення з Трапані в Бізерту.
8 вересня 1943 року Італія капітулювала і адмірал Бергаміні наказав усім кораблям вийти в море та йти на Мальту. Того ж дня о 16:11 німецька авіація потопила лінкор «Рома». Крейсер «Аттіліо Реголо» разом з есмінцями «Фучільєре», «Карабіньєре», «Мітральєре» та міноносцями «Пегассо», «Орса», «Імпетуозо» був залишений на місці його загибелі для рятувальних робіт. Всього було врятовано 622 чоловіка, з них 26 згодом померли від ран.
Командування з'єднанням прийняв капітан Джузеппе Маріні, командир «Мітральєре». Він опинився у складній ситуації, оскільки не знав умов капітуляції, і не ризикнув прориватись на Мальту. Тому вирішив інтернуватись. По дорозі з'єднання розділилось. Частина есмінців повернулись до Італії, 2 з них згодом були затоплені екіпажами. Решта кораблів прибули в порт Маон на Балеарських островах.
Іспанський уряд інтернував кораблі на 18 місяців. Лише у січні 1945 року, коли результат війни не викликав сумнівів, кораблі були звільнені.

### У складі флоту союзників
«Мітральєре» вирушив в Алжир, а звідти в Таранто, куди прибув 23 січня. Пройшовши ремонт, в період з 25 листопада по 12 грудня 1946 есмінець здійснив похід в зону Суецького каналу, де перебували інтерновані італійські лінкори «Вітторіо Венето» та «Італія».
14 липня 1947 року есмінець був виведений в резерв. За рішенням Паризької мирної конференції він разом з трьома іншими есмінцями був переданий Франції як репарація.
18 липня 1948 року корабель був виключений зі складу флоту, йому було присвоєна тимчасова назва «M3».

### У складі ВМС Франції
15 липня 1948 року в Тулоні есмінець був переданий ВМС Франції. Він отримав назву «Жюр'єн де ла Грав'єр» (фр. Jurien de la Graviere).
У 1956 році корабель був виключений зі складу флоту і незабаром зданий на злам.